# Palmarola
Palmarola je krševit, uglavnom nenaseljen otok u Tirenskom moru u blizini zapadne obale Italije. Drugi je po veličini od Poncijskih otoka, a udaljen je oko 10 km zapadno od Ponze. U antici je bio poznat kao Palmaria. 
Palmarola ima izuzetno stjenovitu obalu prošaranu prirodnim pećinama, zaljevima, liticama i hridima. Otok je prvenstveno prirodni rezervat, ali postoji nekoliko luka u koje mogu pristati brodovi i jedan restoran koji opslužuje turiste tijekom ljetne sezone. Palmarola ima nekoliko malih plaža.
Slavni francuski istraživač i oceanograf Jacques-Yves Cousteau imenovao je Palmarolu "najljepšim otokom u Sredozemnom moru".

## Znamenitosti
- Svetište San Silverio, mjesto gdje su potvrđena čuda, pristup mjestu je donekle otežan.
- Cava Mazzella, prirodna špilja

## Vanjske poveznice
|  | Zajednički poslužitelj ima još gradiva o temi Palmarola |